# Garvīs
Garvīs (persiska: گَرويس, گِرويس, گرويس) är en ort i Iran.   Den ligger i provinsen Västazarbaijan, i den nordvästra delen av landet, 500 km väster om huvudstaden Teheran. Garvīs ligger 937 meter över havet och antalet invånare är 158.
Terrängen runt Garvīs är bergig åt sydväst, men åt nordost är den kuperad. Garvīs ligger nere i en dal. Runt Garvīs är det ganska tätbefolkat, med 100 invånare per kvadratkilometer. Närmaste större samhälle är Kūlseh-ye Soflá, 10,4 km nordost om Garvīs. Trakten runt Garvīs består i huvudsak av gräsmarker.